# Milo Lockett
Milo Lockett (* 1. Dezember 1967 in Resistencia, Argentinien) ist ein argentinischer Maler, Grafiker und Wandmaler.

## Karriere
Lockett besuchte keine Kunsthochschule, sondern brachte sich das Malen autodidaktisch bei. Seine Karriere startete Anfang der 2000er Jahre, nachdem er zunächst einige Jahre in der Textilindustrie arbeitete (Textildruck).
Bekannt wurde er vor allem durch seine überdimensionierten Gemälde, welche er in Krankenhäusern und Schulen in armen Nachbarschaften schuf. Insbesondere seine Wandmalerei an der Abasto de Buenos Aires, die nahezu das gesamte historische Bauwerk umspannt, verhalf ihm in Argentinien zu großer Popularität.
Nachdem sein einzigartiger Stil bestehend aus naiven und kindlichen Elementen, farbig und hell mit hohem Wiedererkennungsfaktor, zunehmend bekannt wurde, kooperierte er mit Unternehmen wie Coca-Cola, Nestle, City Bank, Hyundai, und American Express, um exklusiv einige der Produkte der Unternehmen zu designen.
In Kooperation mit LG beispielsweise, fertigte Lockett sein bisher größtes Werk am Flughafen Buenos Aires-Ezeiza an.
2017 hat Lockett auf Wunsch des Bürgermeisters von Miami, Tomas Regalado, im Wynwood Art District eine für den Stadtteil typische Mauer bemalt und der Stadt Miami gespendet.
Inzwischen designt Lockett neben Kleidung auch Rucksäcke, Brillen und Kunstobjekte.
Er ist auch als Illustrator tätig, so illustrierte er Werke z. B. von Leonardo Moledo oder Saint-Exupéry’s Der kleine Prinz (2015).
In Zusammenarbeit mit mehreren Investoren hat Lockett bereits drei Bars und Restaurants mit dem Namen „Milo“ in Argentinien eröffnet, dessen Interieur vollständig an den typischen Stil Locketts angelehnt ist, und ebenfalls von ihm designt wurde.

## Auszeichnungen
Lockett erhielt mehrere Auszeichnungen in Argentinien, darunter 2005 einen Regionalpreis der „Espacio de Arte Fundación OSDE“ für sein Werk El Aguaraguazú quiere unos Mimos.
Ferner erhielt er 2006 den arteBA-Petrobas-Preis der Messe für zeitgenössische Kunst ArteBA in Buenos Aires und 2008 den ersten Preis für Malerei des LXXXV Salón Anual Nacional de Santa Fe. Besonders durch die Verleihung des arteBA-Petrobras-Preises erfuhr Locketts Karriere, laut eigener Aussage, auf Grund der mit der Verleihung einhergehenden Medienpräsenz einen gewaltigen Aufschwung. 
2009 wurde Lockett gemeinsam mit Léon Ferrari zum „Künstler des Jahres“ in Argentinien gewählt.
Am 17. August 2017 wurde Lockett vom argentinischen Botschafter Marcelo Martín Giusto zum Kulturbotschafter Argentiniens ernannt, aufgrund seiner Verdienste um die argentinische Kunst und Kultur in den USA.

## Ausgewählte Ausstellungen
- 2004: Itinerant Group Exhibition, Romero Tage Fair, Hamburg, Deutschland
- 2005: Milo Lockett Exhibition, Bern, Schweiz
- 2005: Milo Lockett Exhibition, Hamburg, Deutschland
- 2009: San Pablo Art Fair, Brasil
- 2009: ArteBa, Buenos Aires, Argentina
- 2010: Galería Grillo, Punta del Este, Uruguay
- 2014: Milo Gallery, Buenos Aires, Argentina
- 2017: De Medici Gallery, Wynwood District, Miami, Florida
- 2017: Museo del Mar (Mar del Plata), Argentinien[12]

## Bücher
- Pinta con Milo, Catapulta, 2013
- Milo para armar 2, Catapulta, 2013

## Trivia
Sich selbst bezeichnet Lockett als Philanthropist. Er spendet jährlich ca. 40 seiner Bilder für Benefiz-Auktionen. Weiterhin arbeitete er bereits mit UNICEF bei der Aktion „One Minute for my rights“ zusammen, und unterstützt Kampagnen für die HIV-Prävention.
Locketts soziales Engagement ist inzwischen so stark ausgeprägt, dass er im Buch Accounting for Violence: Marketing Memory in Latin America (The Cultures and Practice of Violence) von Leigh A. Payne, erschienen im Duke University Press Books Verlag, erwähnt wird. Hierbei ging es insbesondere um sein künstlerisches Engagement für die Abuelas de Plaza de Mayo. Weiterhin wurde er in Encyclopedia of Social Movement Media von John D. H. Downing, erschienen 2011 im SAGE Reference Verlag, als Interviewpartner zum identischen Thema befragt.
Zu seinen Sammlern zählt u. a. Jennifer Aniston, die bereits zwei seiner Bilder erwarb.